# Kleine vorkstaartplevier
De kleine vorkstaartplevier (Glareola lactea) is een vogel uit de familie van vorkstaartplevieren (Glareolidae).

## Verspreiding en leefgebied
Deze soort komt voor van Afghanistan zuidelijk tot Sri Lanka en oostelijk tot Vietnam.